# Wolfenschiessen
Wolfenschiessen es una comuna suiza del cantón de Nidwalden, ubicada al sur del cantón. Limita al norte con las comunas de Dallenwil y Oberdorf, al este con Beckenried, Isenthal (UR), al sur con Engelberg (OW) e Innertkirchen (BE), y al oeste con Kerns (OW).
Las localidades de Dörfli y Oberrickenbach también forman parte del territorio comunal.

## Industria
Tiene una población de 2000 personas, de las cuales el 10% es de nacionalidad extranjera (2002). Hay 190 negocios locales que emplean a 700 personas. El 43% de éstos están en el sector agrícola, el 20% en industria y comercio, y el 37% en servicios.